# Wojciech Kamiński (aktor)
Wojciech Kamiński (także jako Znany Wojtek Kamiński; ur. 25 maja 1973) – polski aktor kabaretowy, stand-uper. Były członek kabaretów Miłe Twarze i Jurki. Związany z wytwórnią filmową A’Yoy, Inicjatywą Filmową, Zrzeszonymi Klubami Literackimi oraz Projektem/Kabaretem Kwiaty. Współpracował z Grzegorzem Halamą. Od 2020 roku występuje jako stand-uper. Kamiński występuje w zielonogórskiej szóstce piłkarskiej Senator (wcześniej Senator Gęba).
Wcielał się w postać Kena Heighly, narzeczonego, a następnie męża Dorin Owens w emitowanym przez telewizję Polsat oraz TV4 serialu kabaretowym Spadkobiercy. Gra tę postać także w odcinkach prezentowanych na przeglądach kabaretowych, które nie są nagrywane dla telewizji. Wraz z Przemysławem Żejmą prowadził program Śmiechu warte w TVP1.

## Filmografia
- 1997: Robin Hood – czwarta strzała jako biedak
- 1999: Dr Jekyll i Mr Hyde według wytwórni A’Yoy jako Tańczący z Nożami; Dziwka przy barze
- 2003: Baśń o ludziach stąd jako Szkarłatny Leon
- 2007: Zamknięci w celuloidzie jako człowiek przy mapie; Zawadzki

## Nagrody
- 2003: Grand Prix (ex aequo z Grzegorzem Halamą) IV Ogólnopolskiego Festiwalu Sztuki Estradowej w Warszawie.